# Amphinomidae
Vers de feu
Famille
Les Amphinomidae sont une famille de vers polychètes marins d'origine tropicale ou équatoriale, également appelés « vers de feu » (autant pour leur aspect que pour leur pouvoir urticant). Plusieurs espèces sont conservées en aquarium marin pour leur utilité écologique ou simplement leur esthétique parfois spectaculaire.

## Description

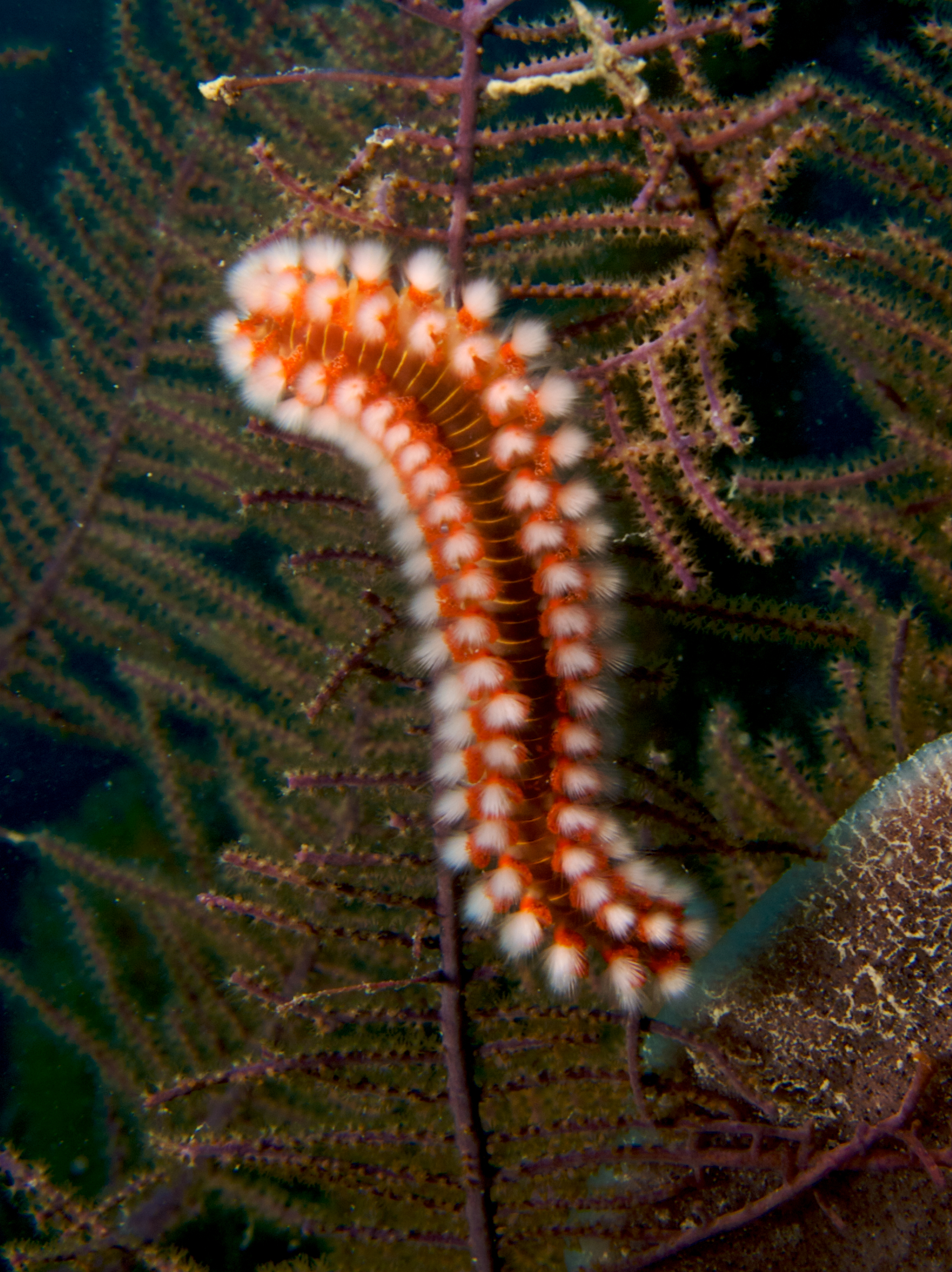
Hermodice carunculata

Ces espèces mesurent généralement entre 5 et 15 cm, voire jusqu'à 35 cm pour les plus grandes. Leur épaisseur est comprise entre 1 et 3 cm (près de 4 cm pour les plus grosses).
Ce sont des vers allongés souvent brillamment colorés, reconnaissables aux touffes de soies qui garnissent leurs flancs (parapodes) et dont ils se servent pour se déplacer. 
Leur corps est garni de rangées de poils (soies) blanches, creuses, fines et urticantes qui peuvent se ficher dans les muqueuses de leurs éventuels prédateurs ou agresseurs et s'y casser en libérant des molécules neurotoxiques (ces poils peuvent également se ficher dans l'épiderme humain).
La tête est pourvue d'un prostomium suboval ou pentagonal, avec trois antennes et deux palpes (en forme d'antennes), ainsi qu'un caroncle postérieur. Les parapodes sont biramés, et les notopodes portent des branchies ramifiées. Le pharynx est éversible en un proboscis, sans papilles ni véritable mâchoire, mais des dents opposées. 
Les femelles de certaines espèces peuvent, au moment de la reproduction, émettre de la lumière (bioluminescence de couleur vert opalescent pour les espèces étudiées). Cette lumière est sans doute utile pour la communication entre les sexes, et peut-être pour surprendre leurs prédateurs.

## Habitat
Il existe de nombreuses espèces dans cette famille, adaptées à des habitats variés. Nombre d'entre elles vivent dans les récifs coralliens, d'autres sont trouvées sous les roches et d'autres dans le sable ou dans les fonds vaseux.
Les couleurs de certains d'entre eux leur permettent de se camoufler efficacement dans leur environnement.

## Répartition
- Zones tropicales de l'ouest de l'Atlantique jusqu'au centre de l'Atlantique (îles de l'Ascension) ;
- Jusqu'à 150 m de profondeur sur les tombants des récifs ;
- Certaines espèces vivent en Méditerranée, dans les eaux côtières, notamment autour de Chypre et l'archipel de Malte et quelques-unes en profondeur en zone bathypélagique (1000 à 4 000 m de fond) ;
- Certaines espèces de cette famille vivent dans l'Océan Indien et dans l'Océan Pacifique.

## Mécanisme de défense
Ces vers, et particulièrement les gros individus, peuvent injecter une neurotoxine produisant une démangeaison intense et une forte sensation de brûlure qui est à l'origine de leur nom générique « vers de feu ». Cette brûlure peut persister plusieurs heures et être accompagnée de nausées et vertiges. La douleur peut persister plus longtemps aux points de contact.
Ces vers ne sont pas considérés comme dangereux pour l'homme, excepté quand ils sont manipulés sans précaution (à mains nues par exemple) ou qu'un baigneur s'y frotterait involontairement. Si plusieurs espèces sont très douloureuses, aucune n'est capable de mettre en danger les jours d'un adulte en bonne santé. 
En cas de contact accidentel, certains utilisent un ruban adhésif très collant pour décoller ou extraire les poils de la peau. De l'alcool ou de l'eau de mer, tiédie et additionnée de quelques gouttes d'eau de Javel, désinfectent et sont réputés atténuer ou abréger la douleur.

## Liste des genres
Selon World Register of Marine Species (17 novembre 2014) :
- genre Amphinome Bruguière, 1789
- genre Amphinomides
- genre Ankitokazoa Alessandrello & Bracchi, 2005 †
- genre Archinome Kudenov, 1991
- genre Asloegia
- genre Bathychloeia Horst, 1910
- genre Bathynotopygos
- genre Benthoscolex
- genre Blenda
- genre Branchamphinome Hartman, 1967
- genre Chloeia Lamarck, 1818
- genre Chloenea
- genre Chloenopsis Fauchald, 1977
- genre Chloochaeta
- genre Colonianella
- genre Cryptonome Borda, Kudenov, Bienhold & Rouse, 2012
- genre Didymobranchus
- genre Eucarunculata
- genre Eucarunculatus
- genre Eurythoe Kinberg, 1857
- genre Hermodice Kinberg, 1857
- genre Hipponoe Audouin & Milne-Edwards, 1830
- genre Lenora
- genre Linopherus Quatrefages, 1865
- genre Lirione
- genre Millepeda
- genre Notopygos Grube, 1850
- genre Parachloeia
- genre Paramphinome Sars, 1869
- genre Pareurythoe Gustafson, 1930
- genre Pherecardia Horst, 1886
- genre Pherecardites
- genre Rostraria
- genre Sangiria
- genre Strategis
- genre Thesmia
- genre Thetisella
- genre Zothea

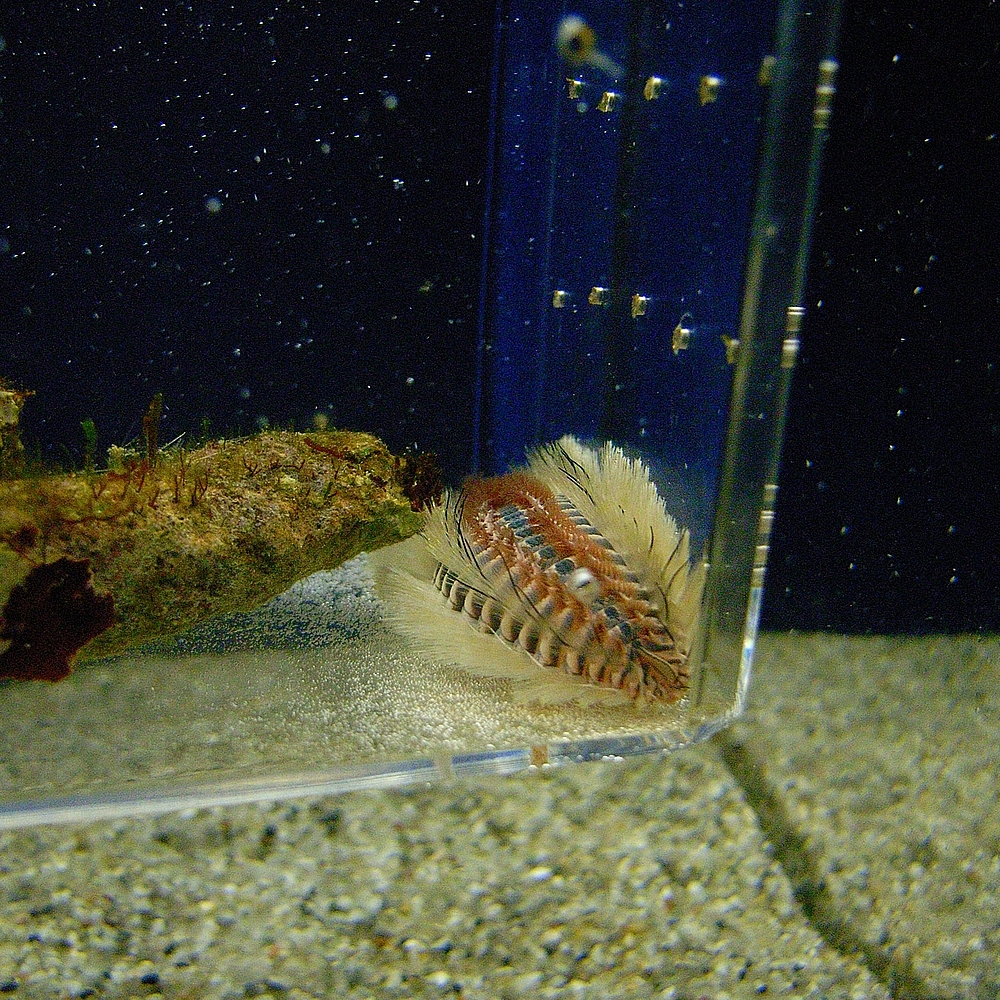
Chloeia flava
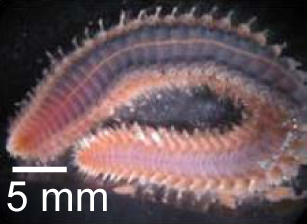
Cryptonome conclava
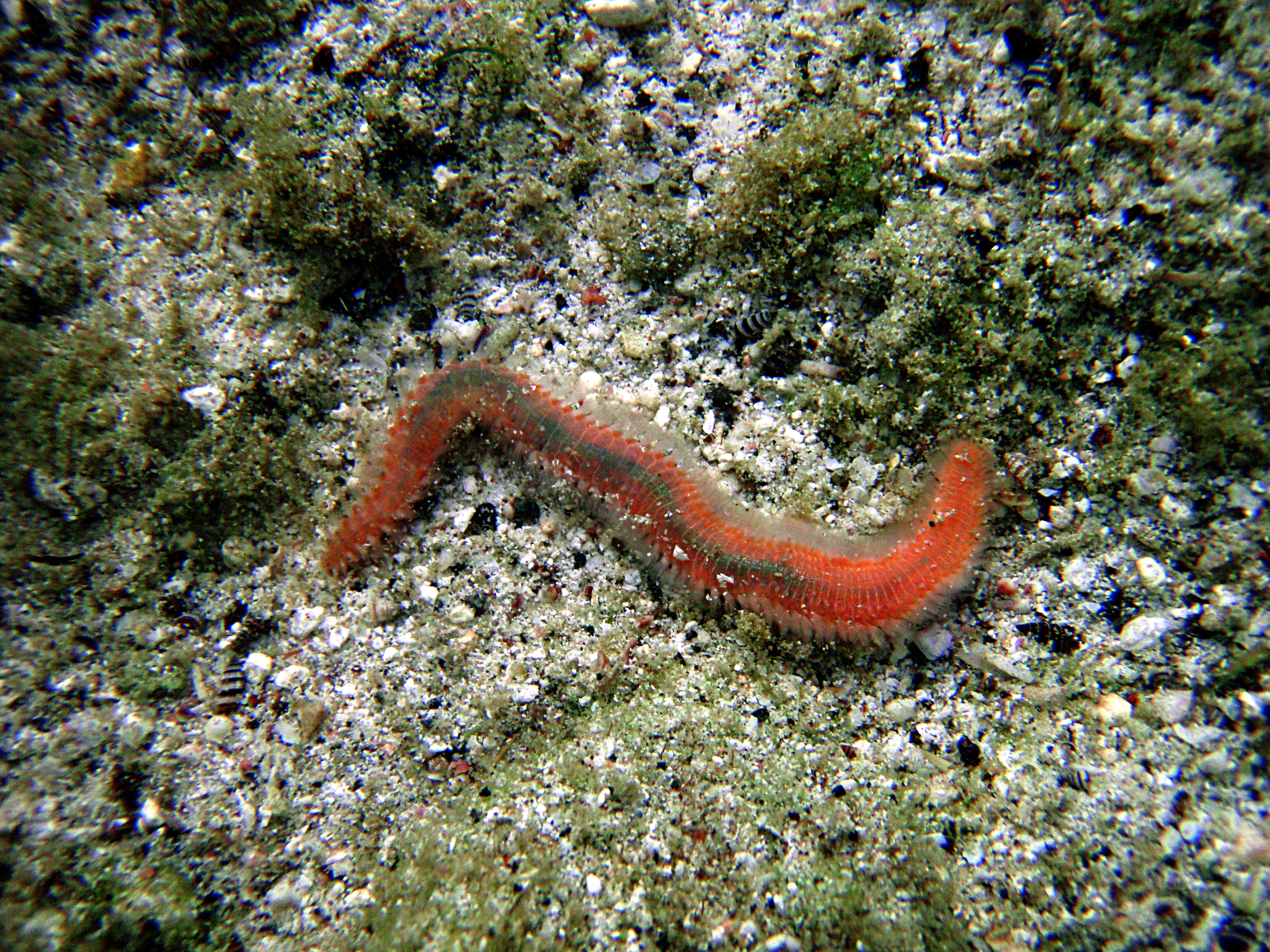
Eurythoe complanata
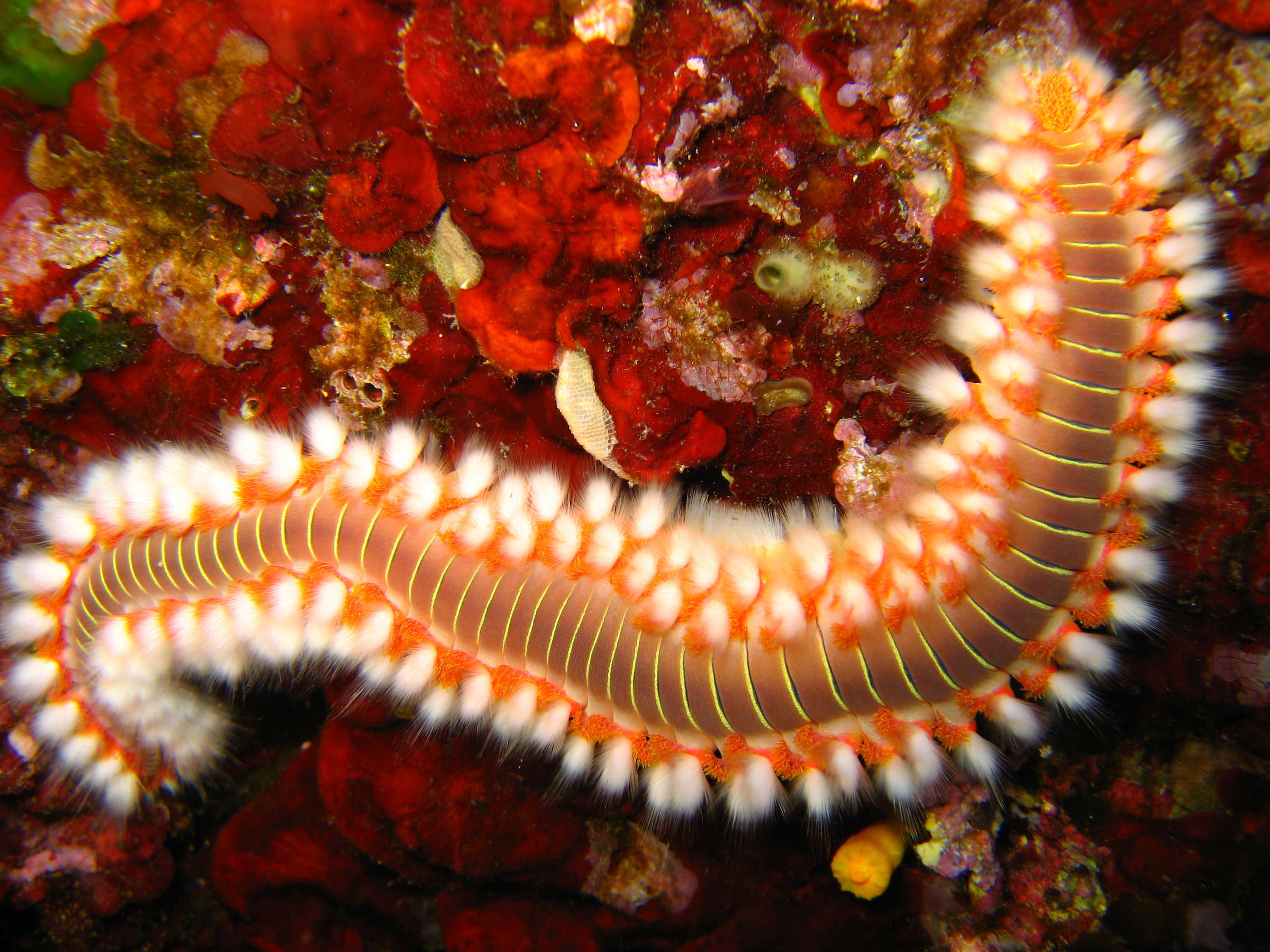
Hermodice carunculata
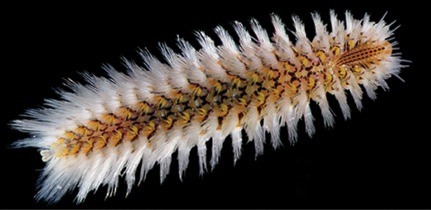
Notopygos ornata
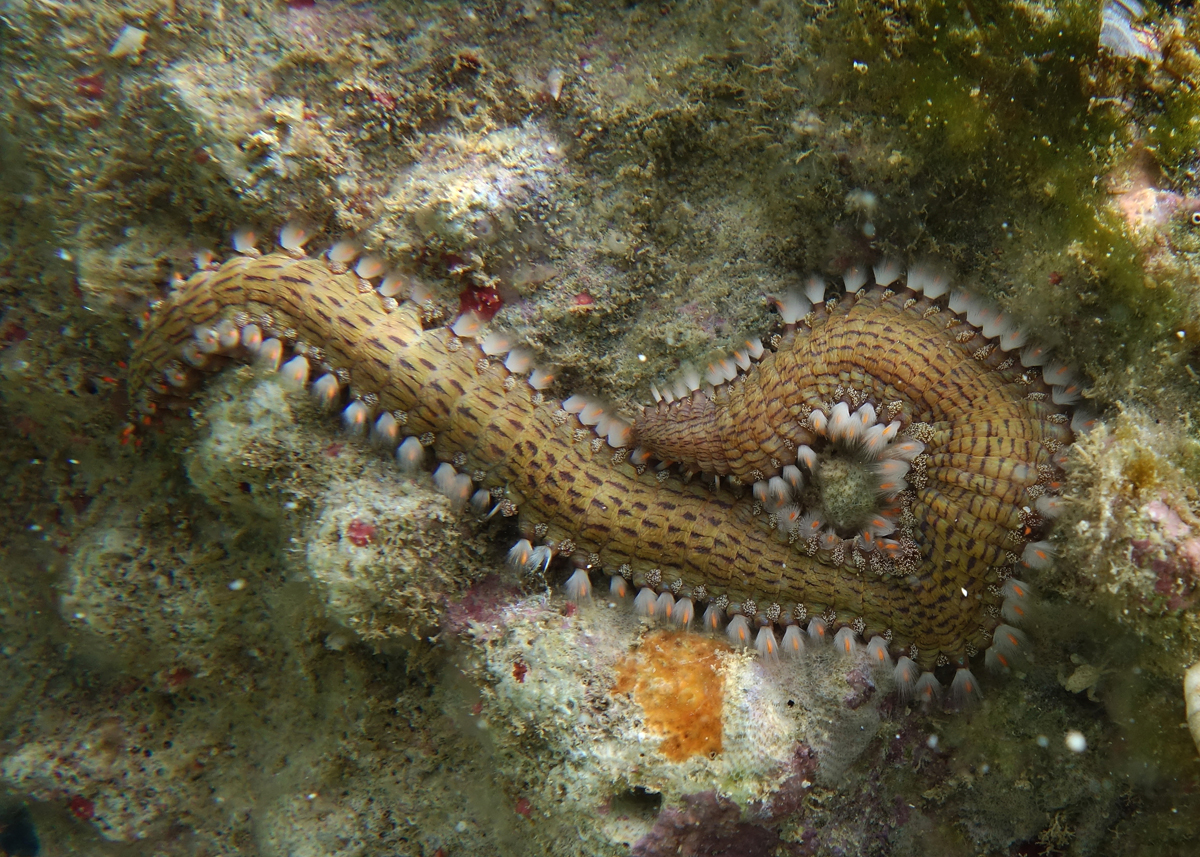
Pherecardia sp.